# Chimarra auricoma
Chimarra auricoma är en nattsländeart som beskrevs av Douglas E. Kimmins 1957. Chimarra auricoma ingår i släktet Chimarra och familjen stengömmenattsländor. Inga underarter finns listade i Catalogue of Life.